# Festival du film européen en Algérie 2025
 (mai 2025).
Le Festival du film européen en Algérie 2025 ,  9e  édition de la manifestation, se déroule du 11 au 19 mai 2025 aux Cinématiques d'Oran, de Béjaïa et d'Alger.La manifestation est organisée par l'Ambassade de l'Union européenne en Algérie.

## Présentation
Environ 18 films représentant les pays de l'Union européenne ont participé au festival, dont des films drames ,documentaires et d'animation. Le festival a été ouvert par Excellence l'Ambassadeur de l'UE en Algérie  Diego Mellado Pascua , annonçant le début de l'événement en présence de la presse.

## Événements

### Master classe
Le festival a organisé plusieurs master classes présentées par de nombreux réalisateurs et producteurs européens au profit des cinéphiles.Il comprenait de nombreuses discussions et les acteurs les plus importants de la master class.
| Ivan Gergolet | Balázs Maruszki | Alexia Elena Gales | Smail Lif | Pia Edlund | Hugo Dos Santos | Ausonius Greidanus | Adam Paplinski | Katarzyna Szarecka | Claudio Rossi Massimi | Lucia Macale | Lubomir Konecny |

## Films sélectionnés
1. Espagne : La casa d'Álex Montoya (es)
2. Danemark  : Rose petite fée des fleurs (Roselil og stentrolden) de Karla Nor Holmbäck
3. France : Linda veut du poulet ! de Chiara Malta et Sébastien Laudenbach
4. Roumanie : Les Voleurs de sujets [5],[6] de Tudor Petremarin
5. Portugal : Les Mains invisibles de Hugo Dos Santos
6. Hongrie : Semmelweis de Balázs Maruszki
7. Pays-Bas : Jippe no more ! de Margien Rogaar
8. Malte : Luzzu d'Alex Camilleri
9. Italie: Le Droit de bonheur de  Claudio Rossi Massini
10. Suède : Le Roi de l’Atlantique de  Marina Nyström et Soni Jorgensen
11. Belgique : Un coup de maître de Rémi Bezançon
12. Allemagne : Les Graines du figuier sauvage de Mohammad Rasoulof
13. Croatie : Hôtel Pula de Andrej Korovljev
14. Tchéquie : Radio Prague, les ondes de la révolte (Vlny) de Jiří Mádl
15. Pologne : Les Hommes dangereux de Maciej Kawalski
16. Bulgarie :Le piège  de Nadejda Koseva
17. Finlande :Il était une fois dans une forêt  de Virpi Suutari
18. Slovénie: L'homme sans culpabilité de Ivan Gergolet